# Royaume de Breifne

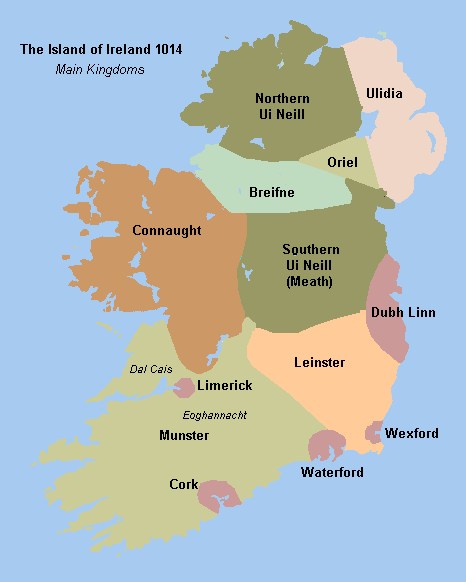
L'Irlande en 1014 montrant les différents royaumes qui la composent. Dans le sens des aiguilles d'une montre depuis le nord-est : Ulidia, Oriel, Southern Ui Neill (Meath), Leinster, Munster, Connaught, Breifne (en vert pâle) et Northern Ui Neill. Les villes-États de Dubh Linn (Dublin), Wexford, Waterford, Cork et Limerick sont aussi visibles.

Le royaume de Breifne (aussi orthographié Breffny, Brefnie ou Brenny) était un territoire traditionnel occupé par un groupe tribal irlandais connu sous le nom d'Uí Briúin Bréifne. Ce territoire inclut les actuels comtés de Leitrim et de Cavan, auxquels s'ajoute une partie du comté de Sligo, soit une superficie correspondant grossièrement à celle de l'actuel diocèse catholique de Kilmore.
Breifne signifie « terrain ondulé ou accidenté » en gaélique d'Irlande, une description qui correspond à la topographie de cette région. Cela pourrait aussi vouloir dire « lieu d'une grande beauté ». Cependant, le Dindsenchas (en) déclare que le nom était dérivé de « Brefne, fille de Beoan mac Bethaig, une femme soldat courageuse ».
À son apogée au XIIe siècle, quand Tiernan O'Rourke était le roi de Bréifne, le royaume s'étendait de Kells dans le comté de Meath à Drumcliffe dans le comté de Sligo.
En 1296, selon les Annales des quatre maîtres « Maelpeter O'Duigennan, archidiacre de Breifny... mourut. »
En 1256, une grande bataille se déroula entre les O'Rourke et les O'Reilly près de Ballinamore. Cela conduisit à la division de Breifne entre les deux familles et la région de Bréifne fut scindée entre le royaume de Breifne occidental et le royaume de Breifne oriental.
Les rois Ó Ruairc (O'Rourke) maintinrent leur souveraineté sur West Bréifne (principalement le comté de Leitrim). La région du royaume de Bréifne constitua une partie du royaume de Connacht jusqu'à l'époque de la reine Élisabeth Ire d'Angleterre. À cette période, il fut divisé entre les comtés modernes de Cavan et Leitrim, Leitrim resta une partie de la province de Connacht alors que Cavan devint une partie de l'Ulster. Les Ó Ruairc's furent d'efficaces lords de Breifne O'Rourke lors du mouvementé XVIe siècle.

## Source
- (en) Cet article est partiellement ou en totalité issu de l’article de Wikipédia en anglais intitulé « :Kingdom of Breifne » (voir la liste des auteurs).